# Teatro Comunale (Syracuse)

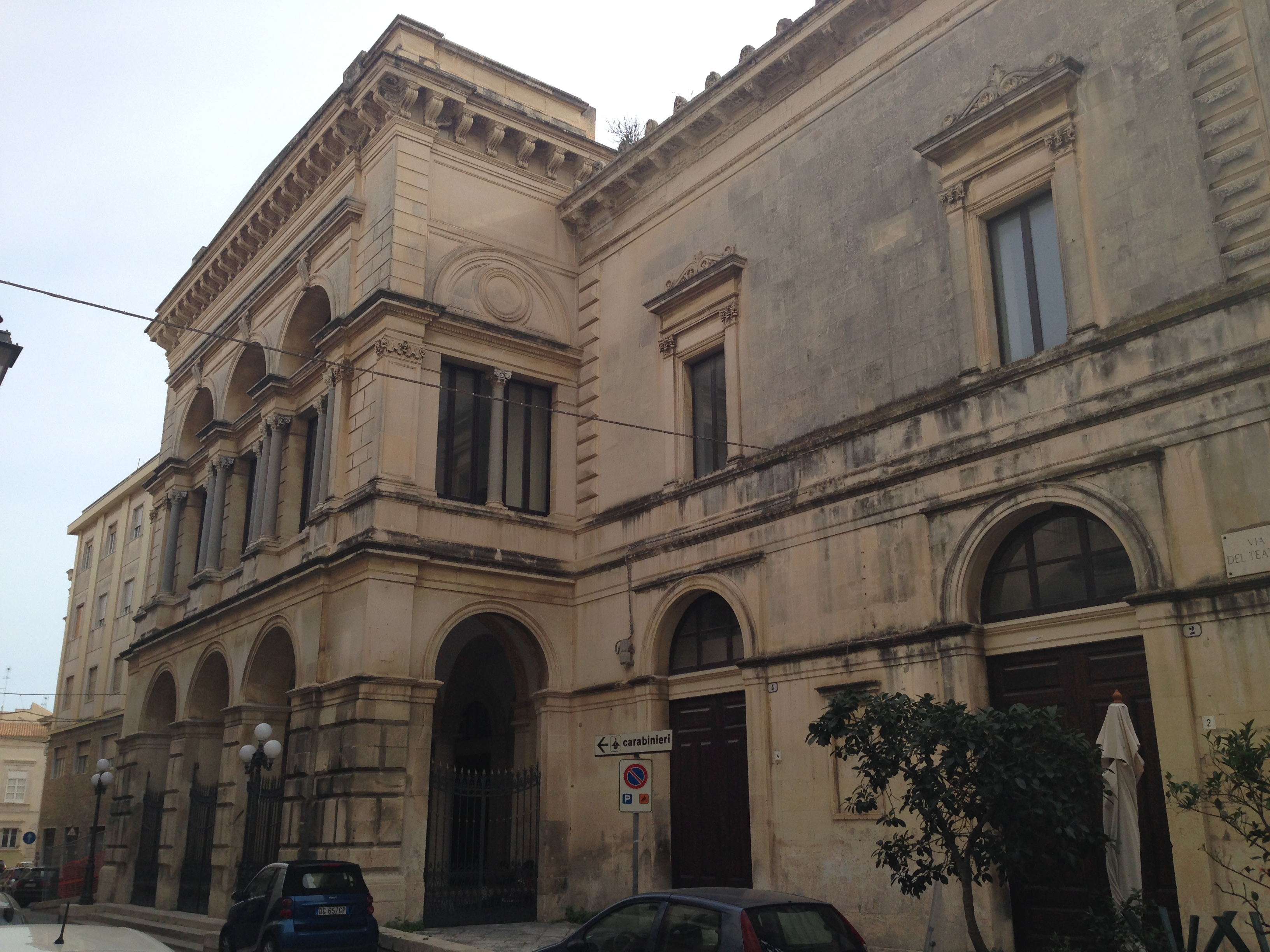
Teatro Comunale van Syracuse, Italië

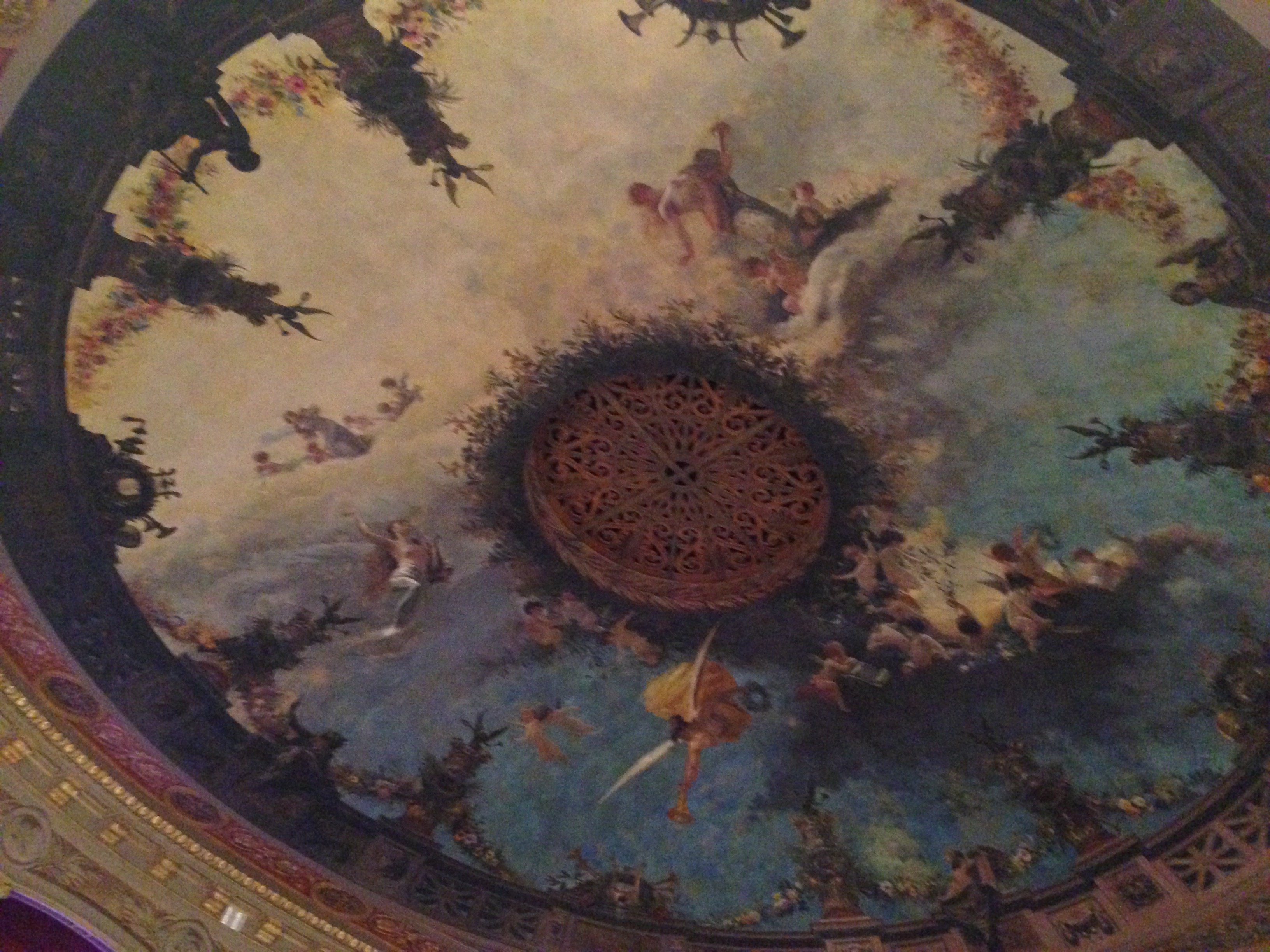
Centrale plafond

Het Teatro Comunale (Nederlands: gemeentelijk theater of stadsschouwburg) is een theater in de Italiaanse stad Syracuse (Sicilië). Het theater bevindt zich in het centrum van de stad aan de Via del Teatro in de oudste wijk Ortygia. Het gebouw dateert uit het einde van de 19e eeuw, na de eenwording van Italië.

## Historiek
Aan het Teatro Comunale werd gebouwd van 1872 tot 1897. De militaire ingenieur Antonino Breda startte met het project. Hiertoe moesten de Abdij Annunziata en het stadspaleis van de prins della Cattolica worden afgebroken. De bouwstenen werden hergebruikt voor de bouw van het nieuwe theater. Halverwege bleek een vleugel scheef gebouwd te zijn. De geraadpleegde architect Giuseppe Damiani Almeyda, die het Teatro Politeama in Palermo had gebouwd, wenste alles af te breken en opnieuw te beginnen. Dit leidde tot een slepend proces. Uiteindelijk bouwde Almeyda het theater verder af. In 1897 vond de opening plaats.
In het verleden werden in het Teatro Comunale hoofdzakelijk opera's opgevoerd. In de jaren 1950 was het de plek van het mondaine leven in Syracuse.
Van 1962 tot 2016 was het theater in restauratie. Het werd in die tijd nauwelijks gebruikt. Meerdere financiële perikelen volgden elkaar op. Bij de heropening in 2016 benadrukte het stadsbestuur niet alleen het brede culturele belang maar ook de kunsthistorische waarde van het gebouw.

## Beschrijving
Aan de hoofdingang is een portiek gebouwd. De grote zaal biedt plaats aan 700 bezoekers. De beschildering van het centrale plafond in de zaal is van de hand van Gustavo Mancinelli. Het is een voorstelling van Daphne met andere nymfen in een bos.